# Cygnini
Cygnini – monotypowe plemię ptaków pływających z podrodziny gęsi (Anserinae) w obrębie rodziny kaczkowatych (Anatidae).

## Rozmieszczenie geograficzne
Plemię obejmuje gatunki występujące w Eurazji, obu Amerykach i Australii.

## Morfologia
Długość ciała 102–180 cm, rozpiętość skrzydeł 160–260 cm; masa ciała 3500–15500 g. Długa szyja o 23 lub 24 kręgach. Dziób równo-szeroki, przy końcu płaski i zaokrąglony. Nogi krótkie z długimi palcami. Barwa łabędzi jest biała lub czarna, w młodości szaro-popielata. Pióra łabędzi są gęste i sztywne, podbite gęstym puchem, bardzo sprężystym. Ze skóry garbowanej wraz z piórami robiono kiedyś drogie futro łabędzie. Skrzydła szerokie, ogon krótki. Chód niezgrabny, lot szybki i wytrzymały.

## Tryb życia
Żywią się trawą i roślinami, a także wodnymi mięczakami i innymi drobnymi zwierzętami. Pływają bardzo szybko, ustawiając pióra skrzydeł pod wiatr. Łabędzie są monogamiczne, łączą się w trwałe pary.
Gniazda naziemne. W czasie wysiadywania jaj samiec ciągle strzeże samicy, bierze udział w opiece nad pisklętami. Brak dymorfizmu płciowego. Głos donośny, krzykliwy, dzięki zakrzywionej w pętlę tchawicy. Łabędź niemy wydaje dźwięki syczące i chrapliwe. Trzymają się na powierzchni wód stojących, słodkich. W czasie wędrówek nocują na brzegach morskich. 

## Systematyka
Rodzaj zdefiniował w 1803 roku niemiecki botanik, zoolog i leśnik Johann Matthäus Bechstein w publikacji własnego autorstwa poświęconej ornitologii Niemiec. Gatunkiem typowym jest (oznaczenie monotypowe) łabędź niemy (C. olor).

### Etymologia
- Cygnus (Cycnus, Cignus):  łac. cygnus lub cycnus ‘łabędź’, do gr. κυκνος kuknos ‘łabędź’[13].
- Chenopis (Chenopsis): gr. χην khēn, χηνος khēnos ‘gęś’; οψις opsis ‘wygląd’[14]. Gatunek typowy (oznaczenie monotypowe): Anas atrata Latham, 1790.
- Olor (Holor): łac. olor, oloris ‘łabędź’[15]. Gatunek typowy (późniejsze oznaczenie)[16]: Cygnus musicus Bechstein, 1809 (= Anas cygnus Linnaeus, 1758).
- Sthenelus: w mitologii greckiej Sthenel (gr. Σένελος, łac. Sthenelus), był władcą Ligurii i ojcem Kyknosa (gr. Κύκνος, łac. Cycnus)[17]. Gatunek typowy (oznaczenie monotypowe): Anas melancorypha G.I. Molina, 1782.
- Sthenelides: rodzaj Sthenelus Stejneger, 1882; gr. -οιδης -oidēs ‘przypominający’[18].
- Clangocycnus: gr. κλαγγη klangē ‘hałas, brzęczenie’; κυκνος kuknos ‘łabędź’[19]. Gatunek typowy (oznaczenie monotypowe): Cygnus buccinator J. Richardson, 1831.
- Euolor: gr. ευ eu ‘ładny’; rodzaj Olor Wagler, 1832[20]. Gatunek typowy (oznaczenie monotypowe): Anas olor J.F. Gmelin, 1789

### Podział systematyczny
Do plemienia należy jeden rodzaj, który obejmuje następujące, występujące współcześnie gatunki:
- Cygnus melancoryphus (G.I. Molina, 1782) – łabędź czarnoszyi
- Cygnus atratus (Latham, 1790) – łabędź czarny
- Cygnus olor (J.F. Gmelin, 1789) – łabędź niemy
- Cygnus columbianus (Ord, 1815) – łabędź czarnodzioby
- Cygnus buccinator J. Richardson, 1831 – łabędź trąbiący
- Cygnus cygnus (Linnaeus, 1758) – łabędź krzykliwy

oraz wymarłe:
- Cygnus falconeri Parker, 1865 - wymarły, plejstoceński gatunek olbrzymiego łabędzia z Malty i Sycylii
- Cygnus sumnerensis (Forbes, 1890) – wymarły gatunek z Nowej Zelandii, dawniej uważany za podgatunek łabędzia czarnego[22]

Fragment kladogramu z uwzględnieniem żyjących współcześnie członków rodzaju Cygnus:
|  | C. olor                                                                                       |
|  |                                                                                               |
|  | \| \| C. cygnus \| \| \| \| \| \| C. columbianus \| \| \| \| \| \| ?C. buccinator \| \| \| \| |
|  |                                                                                               |
|  | C. cygnus                                                                                     |
|  |                                                                                               |
|  | C. columbianus                                                                                |
|  |                                                                                               |
|  | ?C. buccinator                                                                                |
|  |                                                                                               |

|  | C. cygnus      |
|  |                |
|  | C. columbianus |
|  |                |
|  | ?C. buccinator |
|  |                |

|  | C. olor                                                                                       |
|  |                                                                                               |
|  | \| \| C. cygnus \| \| \| \| \| \| C. columbianus \| \| \| \| \| \| ?C. buccinator \| \| \| \| |
|  |                                                                                               |
|  | C. cygnus                                                                                     |
|  |                                                                                               |
|  | C. columbianus                                                                                |
|  |                                                                                               |
|  | ?C. buccinator                                                                                |
|  |                                                                                               |

|  | C. cygnus      |
|  |                |
|  | C. columbianus |
|  |                |
|  | ?C. buccinator |
|  |                |

|  | C. olor                                                                                       |
|  |                                                                                               |
|  | \| \| C. cygnus \| \| \| \| \| \| C. columbianus \| \| \| \| \| \| ?C. buccinator \| \| \| \| |
|  |                                                                                               |
|  | C. cygnus                                                                                     |
|  |                                                                                               |
|  | C. columbianus                                                                                |
|  |                                                                                               |
|  | ?C. buccinator                                                                                |
|  |                                                                                               |

|  | C. cygnus      |
|  |                |
|  | C. columbianus |
|  |                |
|  | ?C. buccinator |
|  |                |

|  | C. olor                                                                                       |
|  |                                                                                               |
|  | \| \| C. cygnus \| \| \| \| \| \| C. columbianus \| \| \| \| \| \| ?C. buccinator \| \| \| \| |
|  |                                                                                               |
|  | C. cygnus                                                                                     |
|  |                                                                                               |
|  | C. columbianus                                                                                |
|  |                                                                                               |
|  | ?C. buccinator                                                                                |
|  |                                                                                               |

|  | C. cygnus      |
|  |                |
|  | C. columbianus |
|  |                |
|  | ?C. buccinator |
|  |                |